# Río Sacaya
El río Sacaya es un curso natural de agua que nace en las laderas orientales de la cordillera Sillillica, cerca del cerro Guaillaputuncu (5080 m) en Bolivia y fluye con dirección norte por 24 km hasta cruzar la frontera con Chile y seguir otros 22 km hasta desembocar en el río Ocacucho.

## Trayecto
Esta vega se origina en un manantial de agua dulce ubicado en la región de Sacaya, provincia de Daniel Campos, en el departamento boliviano de Potosí, a una altitud de 4215 m. Desde el sitio desde donde emerge, el agua fluye entre bofedales hacia al este, recibiendo por su margen izquierda la quebrada de Salida, la cual nace al pie del portezuelo Sillillica, escorrentía superficial que desciende desde territorio chileno, en el espacio comprendido entre las cumbres de los Tres Cerritos por el oeste y el cerro Challacollo por el este. Luego su curso tuerce hacia el norte, recibiendo por su margen derecha las quebradas bolivianas de Pacopaconi, Cueva Negra y Millumilluri. Tras recorrer 24 km, sale de Bolivia.
Entra a Chile en la Comuna de Pica (Provincia del Tamarugal, Región de Tarapacá) a una altitud de 3997 m, ubicado al oriente del citado cerro y frente a Villacollo. Ya en Chile recibe por su ribera izquierda dos tributarios, de los cuales el arroyo Lupe Grande es el de mayor caudal y cuyo nacimiento se ubica al pie oriental del cerro homónimo. Posteriormente atraviesa una región de arenales y salares y, luego de recorrer 22 km por suelo chileno, recibe por la margen izquierda al río Ocacucho. 
Por la estrechura de la vega de Sacaya pasa el límite internacional boliviano-chileno, en el tramo que une la línea recta que desde el norte viene desde la apacheta de Cueva Colorada, con la línea recta que desde la vega sigue hacia el occidente hasta el cerro Challacollo. Esto fue acordado mediante el artículo II del Tratado de Paz y Amistad entre ambos países, el que fue firmado el 20 de octubre de 1904.

## Caudal y régimen
Mediciones del cauce del río Sacaya en Cancosa hechas en abril de 1976 dieron un caudal de 187 l/s, siendo por lo tanto el más importante tributario del río Cancosa. Su régimen es muy estable, pese a poseer un lecho arenoso.: 115 
El caudal del río Sacaya es medido en Bolivia con 180 l/s Al recorrer la porción chilena se deteriora su calidad, con alto contenido total de sales y elevado sodio libre.: 116 

## Historia
Francisco Solano Asta-Buruaga y Cienfuegos escribió en 1899 en su obra póstuma Diccionario Geográfico de la República de Chile sobre el río:
Sacaya.-—Quebrada que parte de la cordillera del departamento de Tarapacá casi en los límites con Bolivia y baja al oeste en dirección al pueblo de Pica, pero se corta á pocos kilómetros antes de llegar á él juntamente con el arroyo que trae. Hay en ella un pequeño cortijo ó caserío.
Luis Risopatrón describe tres objetos con ese nombre y relacionados entre sí en su Diccionario Jeográfico de Chile de 1924:: 785 
Sacaya (Arroyo de) 20° 00' 68° 36' Corre hacia el N i se vácia en el rio de Cancosa, en las vecindades del tambo de este nombre. 156; rio en 87, p. 853; i quebrada en 155, p. 680.
Sacaya (Caserío) 20° 00' 68° 35' Es habitado por indios pastores, ofrece abundantes pastos en sus alrededores, que sustentan algún ganado i se encuentra a 4 000 iii de altitud, en el valle del mismo nombre. 58, p. 146; 63, p. 96; 155, p. 680; i 164, vii, p. 983; i lugarejo en 77, p. 83; i Casa Angostura en 134; i 156.
Sacaya (Vegas de) 20° 02' 68° 35' Se encuentran en la parte superior del valle del mismo nombre i están cruzadas por la línea cíe límites con Bolivia. 134; vega en 116, p.' 327; ciénago en la p. 202; i Vegas en 156.